# Laktydy

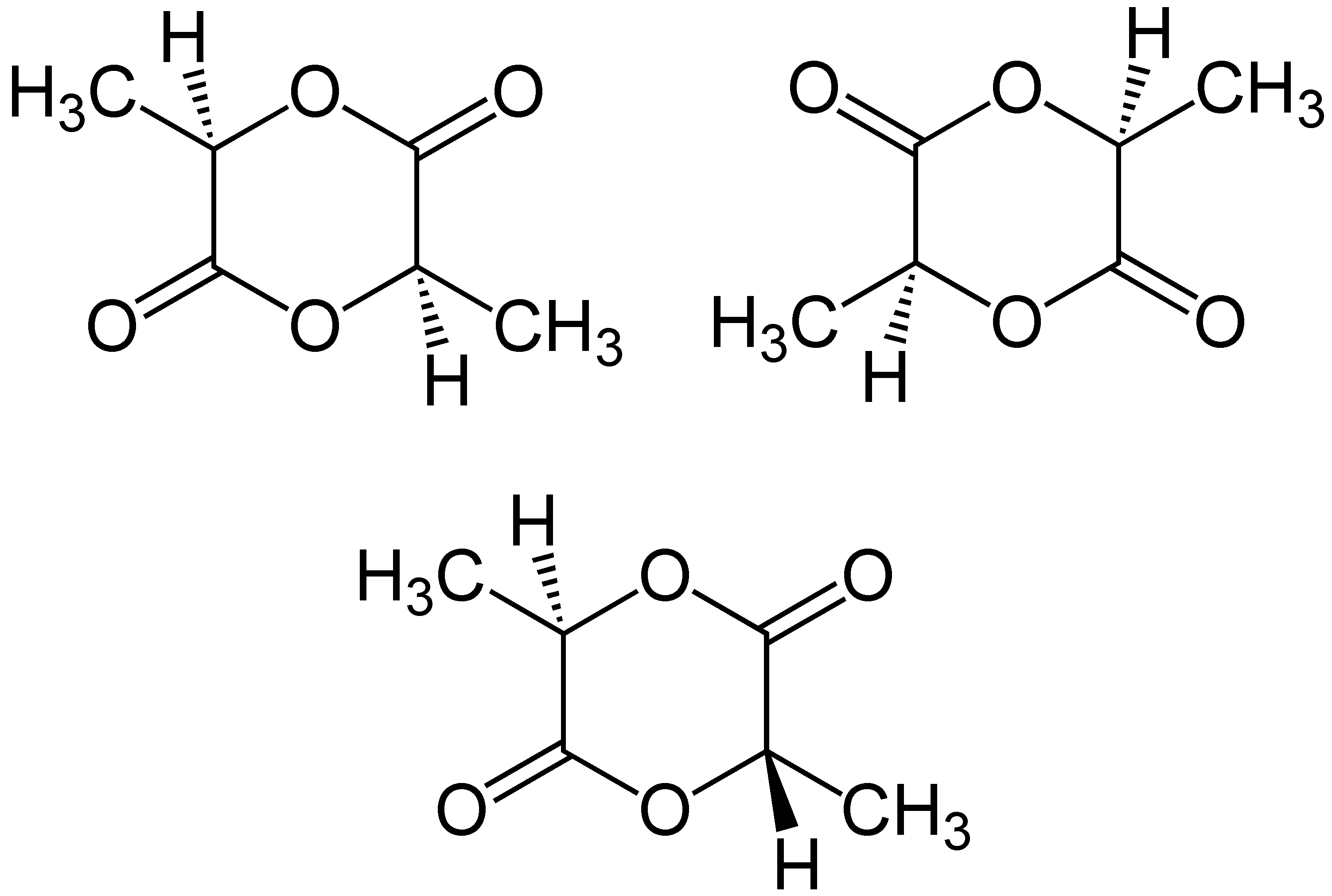
Stereoizomery laktydu kwasu mlekowego

Laktydy – heterocykliczne związki organiczne z grupy estrów. Są cyklicznymi diestrami hydroksykwasów karboksylowych, z których mogą powstawać pod wpływem ogrzewania w obecności katalizatorów kwasowych.

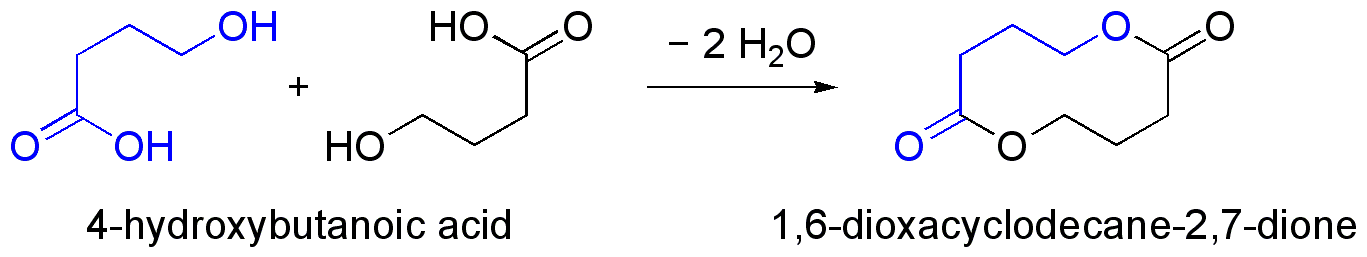
Przykładowa synteza laktydu z kwasu GHB

Są wykorzystywane w procesie polimeryzacji do produkcji polilaktydów. Najczęściej spotykanym związkiem z tej grupy jest laktyd kwasu mlekowego, który powstaje w wyniku kondensacji dwóch cząsteczek tego kwasu. Jest on zwykle nazywany po prostu laktydem – od niego swą nazwę wzięła cała grupa związków.